# Cante hondo (Julio Romero de Torres)
Cante hondo es una obra magna del pintor Julio Romero de Torres, uno de sus testamentos pictóricos.  Concluida en 1924, se inició en 1922 con motivo del Concurso de Cante Jondo de Granada, entre cuyos responsables destacaron Manuel de Falla y un jovencísimo Federico García Lorca. Se trata de un cuadro de 168x141 cm pintado al óleo y temple sobre lienzo.  La modelo del cuadro fue la artista sevillana Lolita Astolfi, de apenas 20 años.  El desnudo integral de la artista fue uno de los más interesantes del artista cordobés.

## Descripción de la obra
Cante hondo, que dejará firmado en 1924, es un homenaje manierista al cante jondo de su tierra en el que no falta ninguno de los elementos esenciales en su vida. Parece como un homenaje del pintor a su tierra en el que no quiere dejar nada fuera. Ni a su perro, Pacheco, que corona como un triunfo el altar de la musa flamenca, una conocida actriz andaluza, Lolita Astolfi, que aparece desnuda y sostiene con guitarra, símbolo del flamenco y metáfora de las formas femeninas. A su espalda, se halla el cadáver de una niña muy débil y muy blanca -como diría el poeta Manuel Machado- y a sus pies, un cadáver de una mujer desdichada. Su amante y asesino empuña una faca delatora. 